# Ville Itälä

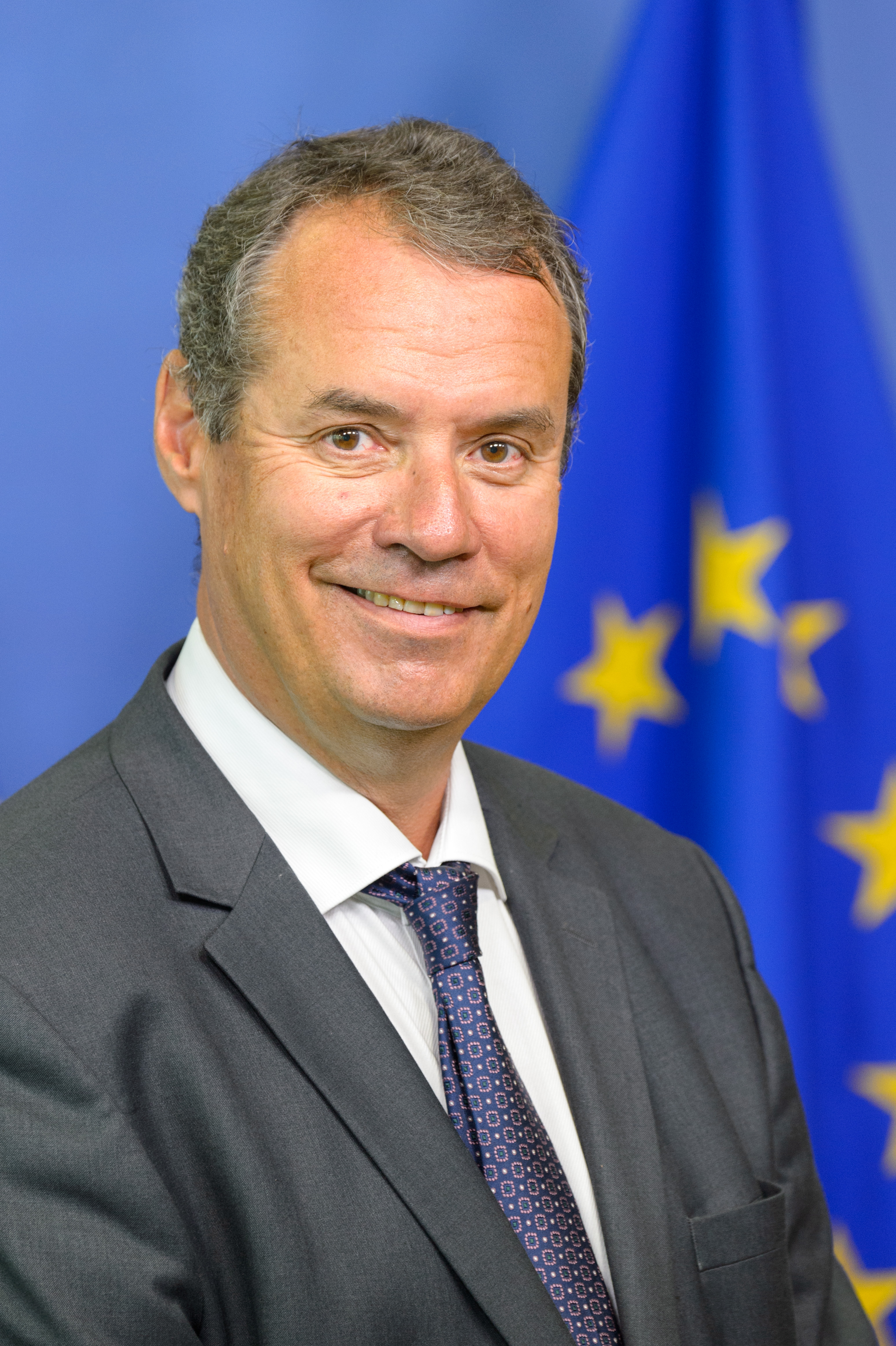
Ville Itälä (2018)

Ville Itälä (* 10. Mai 1959 in Luumäki) ist ein finnischer EU-Beamter und leitet seit August 2018 als Generaldirektor das Europäische Amt für Betrugsbekämpfung (OLAF). Er war zuvor als Politiker Mitglied des Europäischen Parlaments in der Nationalen Sammlungspartei und der Europäischen Volkspartei.

## Leben
Itälä wurde 1995 als Abgeordneter des finnischen Parlaments für den Wahlkreis Varsinais-Suomi gewählt. Von 2000 bis 2003 war er Innenminister in der Regierung von Premierminister Paavo Lipponen. Von 2001 bis 2004 war Itälä Parteivorsitzender der konservativen Nationalen Sammlungspartei. Er wurde 2004 durch Jyrki Katainen im Parteivorsitz abgelöst. 2004 wurde Itälä als Abgeordneter des Europaparlaments gewählt und 2009 wiedergewählt. Seit 2002 ist er mit Sari Itälä verheiratet.